# Ícelo
Ícelo, Ícelos (Ikelos, "aparência") ou Fobetor (Phobetor, "assustador") é um dos Oneiros, personificações do ato de sonhar. De acordo com Hesíodo, Fobetor é filho de Nix, deusa primordial da noite, produzido partenogeneticamente ou, segundo o autor romano Cícero , com Érebo, a personificação da escuridão. 
Fobetor tem a capacidade de aparecer no reino dos mortais na forma de diversos animais e alterar sua forma física para interagir com os mortais neste mundo; personificação dos pesadelos, aparece nos sonhos na forma de animais ou monstros. Entre os próprios deuses, no entanto, é conhecido pelo seu nome real, Ícelo; juntamente com seus irmãos vive na terra dos sonhos (Demos Oneiroi), parte do Hades, o mundo inferior dos antigos gregos.